# Aluminiumhydrid
Aluminiumhydrid är en förening mellan aluminium och väte (kemisk formel AlH3) och är ett starkt reduktionsmedel.

## Framställning
Aluminiumhydrid framställs genom att tillföra aluminiumklorid till en lösning av litiumaluminiumhydrid i eter. Biprodukten litiumklorid fälls ut och aluminiumhydrid löst i eter kvarstår.
{\displaystyle {\rm {3\ LiAlH_{4}(eter)+AlCl_{3}(s)\rightarrow 4\ AlH_{3}(eter)+3\ LiCl(s)}}}

## Användning
Aluminiumhydrid används för att lagra och generera vätgas för vätgasdrivna fordon. Föreningen innehåller 10 viktprocent väte och kan lagra upp till 148 gram väte per liter, vilket är dubbelt så mycket som flytande väte.
Vatten eller syrgas (luft) används för att frigöra vätet.
{\displaystyle {\rm {2\ AlH_{3}+3\ H_{2}O\rightarrow Al_{2}O_{3}+6\ H_{2}}}}
{\displaystyle {\rm {4\ AlH_{3}+3\ O_{2}\rightarrow 2\ Al_{2}O_{3}+6\ H_{2}}}}